# Civita d'Antino
Pour les articles homonymes, voir Civita (homonymie).
Civita d'Antino est une commune de la province de L'Aquila dans les Abruzzes en Italie.

## Histoire

### Antiquité
- La cité romaine d'Antinum.

On a trouvé à Civita d'Antino une inscription dédicatoire à la déesse marse Angitia.

## Administration
| Période                                  | Période  | Identité        | Étiquette | Qualité |
| ---------------------------------------- | -------- | --------------- | --------- | ------- |
| 30 mai 2006                              | En cours | Paolo Fantauzzi |           |         |
| Les données manquantes sont à compléter. |          |                 |           |         |

### Hameaux
Civita d'Antino Scalo, Pero dei Santi, Curiuso, De Blasis, La Roscia, Vicenne (Mattei)

### Communes limitrophes
Civitella Roveto, Collelongo, Luco dei Marsi, Morino, San Vincenzo Valle Roveto, Trasacco